# 2013–2014-es női EHF-bajnokok ligája
A 2013–2014-es női EHF-bajnokok ligája az európai női kézilabda-klubcsapatok legrangosabb tornájának 21. kiírása. A címvédő a magyar Győri Audi ETO KC csapata volt. Magyarországról három csapat kvalifikálta magát, a  bajnoki címvédő Győri Audi ETO KC, a bajnoki ezüstérmes FTC-Rail Cargo Hungaria és az ÉTV-Érdi VSE.
Ebben a szezonban vezették be a férfiaknál már a 2009–2010-es szezontól alkalmazott Final Four. A torna végső szakaszának a budapesti Papp László Budapest Sportaréna adott otthont.
A BL-t a címvédő Győri Audi ETO nyerte, története során második nemzetközi kupagyőzelmét szerezte.

## Lebonyolítás
A torna a selejtezőkkel kezdődött, ahonnan a 17 résztvevőből 4 jutott be a csoportkörbe. Az onnan továbbjutó 8 csapatot két négyes csoportra oszttották, ahonnan az első két-két helyezett jutott be az elődöntőbe, ahol már egyenes kieséses rendszerben játszottak tovább.
|                        |                             | A szakaszban bekapcsolódó csapatok                     | Az előző forduló továbbjutói         |
| ---------------------- | --------------------------- | ------------------------------------------------------ | ------------------------------------ |
| Selejtező              | Rájátszás (2 csapat)        | - 2 az adott nemzet bajnokságából kvalifikált csapat.  |                                      |
| Selejtező              | Selejtező torna (16 csapat) | - 15 az adott nemzet bajnokságából kvalifikált csapat. | - 1 továbbjutó a rájátszásból.       |
| Csoportkör (16 csapat) | Csoportkör (16 csapat)      | - 12 az adott nemzet bajnokságából kvalifikált csapat. | - 4 továbbjutó a selejtező tornából. |
| Középdöntő (8 csapat)  | Középdöntő (8 csapat)       |                                                        | - 8 továbbjutó a csoportkörből.      |

## Csapatok
A tornán az alábbi 29 csapat vett részt.
| Csoportkör            | Csoportkör            | Csoportkör              | Csoportkör              |
| --------------------- | --------------------- | ----------------------- | ----------------------- |
| Hypo Niederösterreich | RK Podravka Vegeta    | FC Midtjylland Håndbold | Metz Handball           |
| Thüringer HC          | Győri Audi ETO KCCV   | ŽRK Budućnost Podgorica | Larvik HK               |
| SPR Lublin SSA        | Krim Ljubljana        | BM Bera Bera            | IK Sävehof              |
| Selejtező torna       |                       |                         |                         |
| BNTU Minsk            | RK Lokomotiva Zagreb  | Team Tvis Holstebro     | Viborg HK               |
| Fleury Loiret HB      | HC Leipzig            | ÉTV-Érdi VSE            | FTC-Rail Cargo Hungaria |
| PDO Salerno           | ŽRK Vardar            | Byåsen HE               | Tertnes Bergen          |
| HCM Baia Mare         | Rosztov-Don           | LK Zug                  |                         |
| Rájátszás             |                       |                         |                         |
| SERCODAK Dalfsen      | Muratpaşa BSK Antalya |                         |                         |

CV Címvédő

## Fordulók és időpontok
| Szakasz    | Forduló         | Sorsolás dátuma       | 1. mérkőzés                | 2. mérkőzés                |
| ---------- | --------------- | --------------------- | -------------------------- | -------------------------- |
| Selejtező  | Rájátszás       | 2013. június 27.      | 2013. augusztus 31.        | 2013. szeptember 1.        |
| Selejtező  | Selejtező torna | 2013. június 27.      | 2013. szeptember 7. és 14. | 2013. szeptember 8. és 15. |
| Csoportkör | 1. mérkőzésnap  | 2013. július 28.      | 2013. október 5–6.         | 2013. október 5–6.         |
| Csoportkör | 2. mérkőzésnap  | 2013. július 28.      | 2013. október 11–13.       | 2013. október 11–13.       |
| Csoportkör | 3. mérkőzésnap  | 2013. július 28.      | 2013. október 19–20.       | 2013. október 19–20.       |
| Csoportkör | 4. mérkőzésnap  | 2013. július 28.      | 2013. november 2–3.        | 2013. november 2–3.        |
| Csoportkör | 5. mérkőzésnap  | 2013. július 28.      | 2013. november 9–10.       | 2013. november 9–10.       |
| Csoportkör | 6. mérkőzésnap  | 2013. július 28.      | 2013. november 16–17.      | 2013. november 16–17.      |
| Középdöntő | 1. mérkőzésnap  | 2013. november 19.    | 2014. február 1-2.         | 2014. február 1-2.         |
| Középdöntő | 2. mérkőzésnap  | 2013. november 19.    | 2014. február 8-9.         | 2014. február 8-9.         |
| Középdöntő | 3. mérkőzésnap  | 2013. november 19.    | 2014. február 15-16.       | 2014. február 15-16.       |
| Középdöntő | 4. mérkőzésnap  | 2013. november 19.    | 2014. március 1-2.         | 2014. március 1-2.         |
| Középdöntő | 5. mérkőzésnap  | 2013. november 19.    | 2014. március 8-9.         | 2014. március 8-9.         |
| Középdöntő | 6. mérkőzésnap  | 2013. november 19.    | 2014. március 15-16.       | 2014. március 15-16.       |
| Final Four | Elődöntők       | —                     | 2014. május 3.             | 2014. május 3.             |
| Final Four | Döntő           | később határozzák meg | 2014. május 4.             | 2014. május 4.             |

## Selejtezők
A selejtezőkörben 17 csapat vett részt, melyből 4 csapat kvalifikálta magát a csoportkörbe. Az első körben a két kisorsolt együttes egy oda-visszavágós rendszerben mérkőztek meg és a győztes továbbjutott a második körbe, ahol a 16 csapatot négy különböző egyenes kieséses rendszerbe osztották. Az ezen selejtezők győztesei jutottak be a csoportkörbe. A sorsolást június 27-én helyi idő szerint 14 órakor tartották Bécsben.

### Rájátszás
A rájátszás győztese továbbjutott a következő körbe.
| 1. csapat        | Össz. | 2. csapat             | 1. mérk. | 2. mérk. |
| ---------------- | ----- | --------------------- | -------- | -------- |
| SERCODAK Dalfsen | 68–55 | Muraptaşa BSK Antalya | 34–31    | 34–24    |

### Selejtező torna
A torna négy ágra lett osztva és egyenes kieséses rendszerben mérkőztek meg a csapatok. A négy győztes továbbjutott a következő körbe.

#### Kiemelések
| Pot 1                                                       | Pot 2                                                  | Pot 3                                          | Pot 4                                                          |
| ----------------------------------------------------------- | ------------------------------------------------------ | ---------------------------------------------- | -------------------------------------------------------------- |
| FTC-Rail Cargo Hungaria Byåsen HE HCM Baia Mare Rosztov-Don | Team Tvis Holstebro HC Leipzig ÉTV-Érdi VSE ŽRK Vardar | SERCODAK Dalfsen LK Zug PDO Salerno BNTU Minsk | Tertnes Bergen Viborg HK Fleury Loiret HB RK Lokomotiva Zagreb |

#### 1. selejtező torna
A norvég Byåsen HE csapata volt jogosult a torna megrendezésére.
Elődöntők
| 1. csapat  | Eredmény | 2. csapat      |
| ---------- | -------- | -------------- |
| Byåsen HE  | 21–20    | Tertnes Bergen |
| HC Leipzig | 29–24    | BNTU Minsk     |

Harmadik helyért
| 1. csapat      | Eredmény | 2. csapat  |
| -------------- | -------- | ---------- |
| Tertnes Bergen | 28–25    | BNTU Minsk |

Döntő
| 1. csapat | Eredmény | 2. csapat  |
| --------- | -------- | ---------- |
| Byåsen HE | 23–27    | HC Leipzig |

#### 2. selejtező torna
Eleinte a svájci LK Zug csapata lett volna jogosult a torna rendezésére, de nem tudták biztosítani a feltételeket, ezért a FTC-Rail Cargo Hungaria kapta meg azt.
Elődöntők
| 1. csapat               | Eredmény | 2. csapat            |
| ----------------------- | -------- | -------------------- |
| FTC-Rail Cargo Hungaria | 26–23    | RK Lokomotiva Zagreb |
| ÉTV-Érdi VSE            | 34–25    | LK Zug               |

Harmadik helyért
| 1. csapat            | Eredmény | 2. csapat |
| -------------------- | -------- | --------- |
| RK Lokomotiva Zagreb | 35–24    | LK Zug    |

Döntő
| 1. csapat               | Eredmény | 2. csapat    |
| ----------------------- | -------- | ------------ |
| FTC-Rail Cargo Hungaria | 31–24    | ÉTV-Érdi VSE |

#### 3. selejtező torna
A román HCM Baia Mare csapata volt jogosult a torna megrendezésére.
Elődöntők
| 1. csapat           | Eredmény | 2. csapat        |
| ------------------- | -------- | ---------------- |
| HCM Baia Mare       | 26–25    | Viborg HK        |
| Team Tvis Holstebro | 38–30    | SERCODAK Dalfsen |

Harmadik helyért
| 1. csapat | Eredmény | 2. csapat        |
| --------- | -------- | ---------------- |
| Viborg HK | 33–12    | SERCODAK Dalfsen |

Döntő
| 1. csapat     | Eredmény | 2. csapat           |
| ------------- | -------- | ------------------- |
| HCM Baia Mare | 36–23    | Team Tvis Holstebro |

#### 4. selejtező torna
Az olasz PDO Salerno csapata volt jogosult a torna megrendezésére.
Elődöntők
| 1. csapat   | Eredmény | 2. csapat        |
| ----------- | -------- | ---------------- |
| Rosztov-Don | 21–26    | Fleury Loiret HB |
| ŽRK Vardar  | 35–16    | PDO Salerno      |

Harmadik helyért
| 1. csapat   | Eredmény | 2. csapat   |
| ----------- | -------- | ----------- |
| Rosztov-Don | 41–18    | PDO Salerno |

Döntő
| 1. csapat        | Eredmény | 2. csapat  |
| ---------------- | -------- | ---------- |
| Fleury Loiret HB | 25–33    | ŽRK Vardar |

## Csoportkör
A csoportkör sorsolását július 28-án tartották Bécsben. A 16 csapatból álló mezőnyt 4 darab 4 fős csoportra osztották, ahonnan az első két helyezett jut tovább a következő körbe. Az együttesek körmérkőzéses, oda-visszavágós rendszerben mérkőznek meg egymással. A kiemeléseket az EHF-koefficiens alapján határozták meg. Minden kalapból minden csoportba egy-egy csapatot sorsoltak. Egy csoportba nem kerülhetett két azonos nemzetiségű csapat.

### Kiemelések
| 1. kalap                                                           | 2. kalap                                                        | 3. kalap                                                           | 4. kalap                                                               |
| ------------------------------------------------------------------ | --------------------------------------------------------------- | ------------------------------------------------------------------ | ---------------------------------------------------------------------- |
| Győri Audi ETO KC Larvik HK ŽRK Budućnost Podgorica Krim Ljubljana | BM Bera Bera FC Midtjylland Håndbold Thüringer HC Metz Handball | Hypo Niederösterreich RK Podravka Vegeta IK Sävehof SPR Lublin SSA | Handball Club Leipzig FTC-Rail Cargo Hungaria HCM Baia Mare ŽRK Vardar |

| Színmagyarázat                                                                                  |
| ----------------------------------------------------------------------------------------------- |
| A csoportok első két helyezettje bejutott a középdöntőbe.                                       |
| A csoportok harmadik helyezettje bejutott a 2013–2014-es női EHF-kupagyőztesek Európa-kupájába. |

### A csoport
| Csapat                | M | Gy | D | V | Lg  | Kg  | Gk  | P  |
| --------------------- | - | -- | - | - | --- | --- | --- | -- |
| Győri Audi ETO KC     | 6 | 6  | 0 | 0 | 192 | 143 | +49 | 12 |
| Thüringer HC          | 6 | 2  | 0 | 4 | 159 | 165 | -6  | 4  |
| Hypo Niederösterreich | 6 | 2  | 0 | 4 | 149 | 170 | -21 | 4  |
| HCM Baia Mare         | 6 | 2  | 0 | 4 | 140 | 162 | -22 | 4  |

|                       | GKC   | HCM   | NIE   | THU   |
| --------------------- | ----- | ----- | ----- | ----- |
| Győri Audi ETO KC     |       | 28–26 | 41–22 | 29–22 |
| HCM Baia Mare         | 21–33 |       | 24–23 | 20–19 |
| Hypo Niederösterreich | 27–28 | 23–20 |       | 29–23 |
| Thüringer HC          | 25–33 | 36–29 | 34–25 |       |

### B csoport
| Csapat                  | M | Gy | D | V | Lg  | Kg  | Gk  | P  |
| ----------------------- | - | -- | - | - | --- | --- | --- | -- |
| FC Midtjylland Håndbold | 6 | 5  | 0 | 1 | 156 | 139 | +17 | 10 |
| ŽRK Budućnost Podgorica | 6 | 4  | 0 | 2 | 156 | 125 | +31 | 8  |
| FTC-Rail Cargo Hungaria | 6 | 3  | 0 | 3 | 162 | 161 | +1  | 6  |
| SPR Lublin SSA          | 6 | 0  | 0 | 6 | 140 | 189 | -49 | 0  |

|                         | FCM   | FTC   | SPR   | ZRK   |
| ----------------------- | ----- | ----- | ----- | ----- |
| FC Midtjylland Håndbold |       | 32–23 | 37–26 | 21–19 |
| FTC-Rail Cargo Hungaria | 25–26 |       | 40–25 | 27–25 |
| SPR Lublin SSA          | 24–25 | 24–26 |       | 22–30 |
| ŽRK Budućnost Podgorica | 22–15 | 29–21 | 31–19 |       |

### C csoport
| Csapat         | M | Gy | D | V | Lg  | Kg  | Gk  | P |
| -------------- | - | -- | - | - | --- | --- | --- | - |
| Krim Ljubljana | 6 | 4  | 1 | 1 | 167 | 138 | +29 | 9 |
| IK Sävehof     | 6 | 3  | 1 | 2 | 169 | 172 | -3  | 7 |
| Metz Handball  | 6 | 3  | 0 | 3 | 149 | 144 | +5  | 6 |
| HC Leipzig     | 6 | 1  | 0 | 5 | 139 | 170 | -31 | 2 |

|                | HCL   | IKS   | MET   | RKK   |
| -------------- | ----- | ----- | ----- | ----- |
| HC Leipzig     |       | 28–34 | 22–25 | 23–27 |
| IK Sävehof     | 30–23 |       | 32–30 | 25–25 |
| Metz Handball  | 22–23 | 30–20 |       | 21–20 |
| Krim Ljubljana | 32–20 | 36–28 | 27–21 |       |

### D csoport
| Csapat             | M | Gy | D | V | Lg  | Kg  | Gk  | P  |
| ------------------ | - | -- | - | - | --- | --- | --- | -- |
| ŽRK Vardar         | 6 | 5  | 1 | 0 | 185 | 138 | +47 | 11 |
| Larvik HK          | 6 | 4  | 1 | 1 | 170 | 133 | +37 | 9  |
| RK Podravka Vegeta | 6 | 1  | 0 | 5 | 128 | 178 | -50 | 2  |
| BM Bera Bera       | 6 | 1  | 0 | 5 | 123 | 157 | -34 | 2  |

|                    | BMB   | LHK   | RKP   | ŽRK   |
| ------------------ | ----- | ----- | ----- | ----- |
| BM Bera Bera       |       | 17–27 | 28–19 | 19–23 |
| Larvik HK          | 29–21 |       | 34–18 | 29–31 |
| RK Podravka Vegeta | 29–18 | 19–24 |       | 17–35 |
| ŽRK Vardar         | 30–20 | 27–27 | 39–26 |       |

## Középdöntő
A csoportkörből továbbjutott 8 csapatot 2 négycsapatos csoportba sorsolták. Azonos csoportból továbbjutott csapatok nem kerülhettek azonos csoportba. Az első két helyezett továbbjutott az egyenes kieséses szakaszba, míg a 3. és 4. helyezett kiesett. A sorsolást 2013. november 19-én tartották Bécsben.

### Kiemelések
| 1. kalap                                                            | 2. kalap                                                  |
| ------------------------------------------------------------------- | --------------------------------------------------------- |
| Győri Audi ETO KC FC Midtjylland Håndbold Krim Ljubljana ŽRK Vardar | Thüringer HC ŽRK Budućnost Podgorica IK Sävehof Larvik HK |

### 1. csoport
| Csapat                  | M | Gy | D | V | G+  | G-  | Gk  | P |
| ----------------------- | - | -- | - | - | --- | --- | --- | - |
| ŽRK Vardar              | 6 | 3  | 2 | 1 | 154 | 142 | +12 | 8 |
| FC Midtjylland Håndbold | 6 | 3  | 1 | 2 | 152 | 147 | +5  | 7 |
| Thüringer HC            | 6 | 3  | 1 | 2 | 157 | 156 | +1  | 7 |
| IK Sävehof              | 6 | 0  | 2 | 4 | 149 | 167 | –18 | 2 |

|                         | FCM   | IKS   | THU   | ŽRK   |
| ----------------------- | ----- | ----- | ----- | ----- |
| FC Midtjylland Håndbold |       | 25–24 | 26–20 | 25–24 |
| IK Sävehof              | 29–29 |       | 26–32 | 27–27 |
| Thüringer HC            | 26–24 | 30–25 |       | 24–24 |
| ŽRK Vardar              | 24–23 | 24–18 | 31–25 |       |

### 2. csoport
| Csapat                  | M | Gy | D | V | G+  | G-  | Gk  | P  |
| ----------------------- | - | -- | - | - | --- | --- | --- | -- |
| Győri Audi ETO KC       | 6 | 4  | 2 | 0 | 160 | 147 | +13 | 10 |
| ŽRK Budućnost Podgorica | 6 | 3  | 3 | 0 | 150 | 126 | +24 | 9  |
| Larvik HK               | 6 | 1  | 1 | 4 | 134 | 147 | –13 | 3  |
| Krim Ljubljana          | 6 | 1  | 0 | 5 | 133 | 157 | –24 | 2  |

|                   | GKC   | RKK   | LHK   | ŽRK   |
| ----------------- | ----- | ----- | ----- | ----- |
| Győri Audi ETO KC |       | 27–24 | 31–29 | 23–23 |
| Krim Ljubljana    | 22–24 |       | 24–18 | 26–30 |
| Larvik HK         | 23–29 | 28–22 |       | 17–22 |
| ŽRK               | 26–26 | 30–15 | 19–19 |       |

## Final Four
|  |                         |                         |                   |                   |    |                         |                         |       |
|  | Elődöntők               | Elődöntők               | Elődöntők         |                   |    | Döntő                   | Döntő                   | Döntő |
|  | Elődöntők               | Elődöntők               | Elődöntők         |                   |    | Döntő                   | Döntő                   | Döntő |
|  | május 3.                |                         |                   |                   |    |                         |                         |       |
|  |                         |                         |                   |                   |    |                         |                         |       |
|  | ŽRK Vardar              | ŽRK Vardar              | 20                |                   |    |                         |                         |       |
|  | ŽRK Vardar              | ŽRK Vardar              | 20                | május 4.          |    |                         |                         |       |
|  | ŽRK Budućnost Podgorica | ŽRK Budućnost Podgorica | 22                |                   |    |                         |                         |       |
|  | ŽRK Budućnost Podgorica | ŽRK Budućnost Podgorica | 22                |                   |    | ŽRK Budućnost Podgorica | ŽRK Budućnost Podgorica | 21    |
|  | május 3.                |                         |                   |                   |    | ŽRK Budućnost Podgorica | ŽRK Budućnost Podgorica | 21    |
|  |                         |                         | Győri Audi ETO KC | Győri Audi ETO KC | 27 |                         |                         |       |
|  | Győri Audi ETO KC       | Győri Audi ETO KC       | Győri Audi ETO KC | Győri Audi ETO KC | 27 | 29                      |                         |       |
|  | Győri Audi ETO KC       | Győri Audi ETO KC       |                   |                   |    |                         |                         |       |
|  | FC Midtjylland Håndbold | FC Midtjylland Håndbold | 26                |                   |    |                         |                         |       |
|  | FC Midtjylland Håndbold | FC Midtjylland Håndbold | 26                | Bronzmérkőzés     |    |                         |                         |       |
|  |                         |                         |                   |                   |    |                         |                         |       |
|  | május 4.                |                         |                   |                   |    |                         |                         |       |
|  |                         |                         |                   |                   |    |                         |                         |       |
|  | ŽRK Vardar              | ŽRK Vardar              | 34                |                   |    |                         |                         |       |
|  | ŽRK Vardar              | ŽRK Vardar              | 34                |                   |    |                         |                         |       |
|  | FC Midtjylland Håndbold | FC Midtjylland Håndbold | 31                |                   |    |                         |                         |       |
|  | FC Midtjylland Håndbold | FC Midtjylland Håndbold | 31                |                   |    |                         |                         |       |

### Elődöntők
| 2014. május 3. 17:30 | ŽRK Vardar | 20 – 22 (h. u.) | ŽRK Budućnost Podgorica | Papp László Budapest Sportaréna, Budapest Nézőszám: 9000 Játékvezetők: Arntsen, Röen (NOR) |
| 2014. május 3. 17:30 | Lekić 6    | (6–11, 16–16)   | Neagu 6                 | Papp László Budapest Sportaréna, Budapest Nézőszám: 9000 Játékvezetők: Arntsen, Röen (NOR) |
| 2014. május 3. 17:30 | 3× 3×      | Jegyzőkönyv     | 8× 2×                   | Papp László Budapest Sportaréna, Budapest Nézőszám: 9000 Játékvezetők: Arntsen, Röen (NOR) |

| 2014. május 3. 15:00 | Győri Audi ETO KC | 29 – 26     | FC Midtjylland Håndbold | Papp László Budapest Sportaréna, Budapest Nézőszám: 9000 Játékvezetők: Florescu, Stoia (ROU) |
| 2014. május 3. 15:00 | Görbicz 7         | (16–11)     | Groot 9                 | Papp László Budapest Sportaréna, Budapest Nézőszám: 9000 Játékvezetők: Florescu, Stoia (ROU) |
| 2014. május 3. 15:00 | 2× 2×             | Jegyzőkönyv | 4× 3×                   | Papp László Budapest Sportaréna, Budapest Nézőszám: 9000 Játékvezetők: Florescu, Stoia (ROU) |

### Bronzmérkőzés
| 2014. május 4. 14:30 | ŽRK Vardar           | 34 – 31     | FC Midtjylland Håndbold | Papp László Budapest Sportaréna, Budapest Nézőszám: 10 000 Játékvezetők: Alpaidze, Berezkina (RUS) |
| 2014. május 4. 14:30 | Nikolić, Radičević 6 | (14–12)     | Groot 11                | Papp László Budapest Sportaréna, Budapest Nézőszám: 10 000 Játékvezetők: Alpaidze, Berezkina (RUS) |
| 2014. május 4. 14:30 | 8× 3×                | Jegyzőkönyv | 1× 2×                   | Papp László Budapest Sportaréna, Budapest Nézőszám: 10 000 Játékvezetők: Alpaidze, Berezkina (RUS) |

### Döntő
| 2014. május 4. 17:00 | ŽRK Budućnost Podgorica | 21 – 27     | Győri Audi ETO KC | Papp László Budapest Sportaréna, Budapest Nézőszám: 10 000 Játékvezetők: Bonaventura, Bonaventura (FRA) |
| 2014. május 4. 17:00 | Neagu 7                 | (10–15)     | Görbicz 7         | Papp László Budapest Sportaréna, Budapest Nézőszám: 10 000 Játékvezetők: Bonaventura, Bonaventura (FRA) |
| 2014. május 4. 17:00 | 5× 3×                   | Jegyzőkönyv | 2× 3× 1×          | Papp László Budapest Sportaréna, Budapest Nézőszám: 10 000 Játékvezetők: Bonaventura, Bonaventura (FRA) |

| A 2013–2014-es női EHF-bajnokok ligája győztese |
| Győri Audi ETO KC 2. cím                        |